# Edward Steichen
Edward Steichen (Bivange, 27 marzo 1879 – West Redding, 25 marzo 1973) è stato un fotografo e pittore lussemburghese naturalizzato statunitense.

## Biografia
Due anni dopo la sua nascita, la famiglia emigrò negli Stati Uniti d'America e nel 1900, raggiunta la maggiore età, Steichen divenne cittadino statunitense. Formatosi come pittore di belle arti, all'inizio del XX secolo si avvicinò alla fotografia abbracciando il movimento pittorialista che si proponeva di elevare questa tecnica al livello delle altre arti visuali e di cui sarebbe diventato uno dei più significativi esponenti. Nel 1902, assieme ad Alfred Stieglitz, fondò e condusse la Little Galleries of the Photo-Secession (Piccole gallerie della secessione fotografica), una galleria d'arte moderna situata a New York che favoriva la diffusione del nuovo stile fotografico.
Dopo la prima guerra mondiale, durante la quale fu al comando della divisione fotografica dell'American Expeditionary Forces (le forze armate statunitensi impegnate nel conflitto in Europa), Steichen ritornò alla fotografia diretta (straight photography) per passare successivamente alla fotografia di moda. Nel 1932 uscì la sua prima copertina fotografica a colori per Vogue. Nel 1928 immortalò l'attrice Greta Garbo in uno scatto divenuto famoso: pubblicata sulla copertina del 10 gennaio 1955 della rivista Life, la foto di Steichen è considerata una delle immagini simbolo dell'attrice.
Nel corso della seconda guerra mondiale, ricoprì il ruolo di direttore dell'istituto fotografico navale. Il suo documentario di guerra La grande combattente (The Fighting Lady) vinse nel 1945 il premio Oscar al miglior documentario. Dal dopoguerra fino al 1962, fu direttore di fotografia presso il Museum of Modern Art di New York. In questa veste, nel 1955, cura la realizzazione di The Family of Man, un'esposizione fotografica che raffigura il ventaglio di sentimenti ed esperienze umane dalla nascita alla morte. L'opera si compone di una selezione di 503 tra quasi 2 milioni di foto scattate in 68 paesi da 273 fotografi diversi.
Il cognato di Steichen, Carl Sandburg, scrisse l'introduzione del catalogo dell'esposizione che, come desiderava il suo autore, fu in seguito donata al Gran Duca di Lussemburgo. L'opera, attualmente, è conservata in esposizione permanente al castello di Clervaux in Lussemburgo e nel 2003 l'UNESCO l'ha inserita nell'Elenco delle Memorie del mondo. Una mostra delle prime opere di Steichen si è tenuta, dal 14 luglio al 3 settembre 2007, al Mudam (Musée d'art moderne Grand-Duc Jean) di città del Lussemburgo.

## The Pond-Moonlight

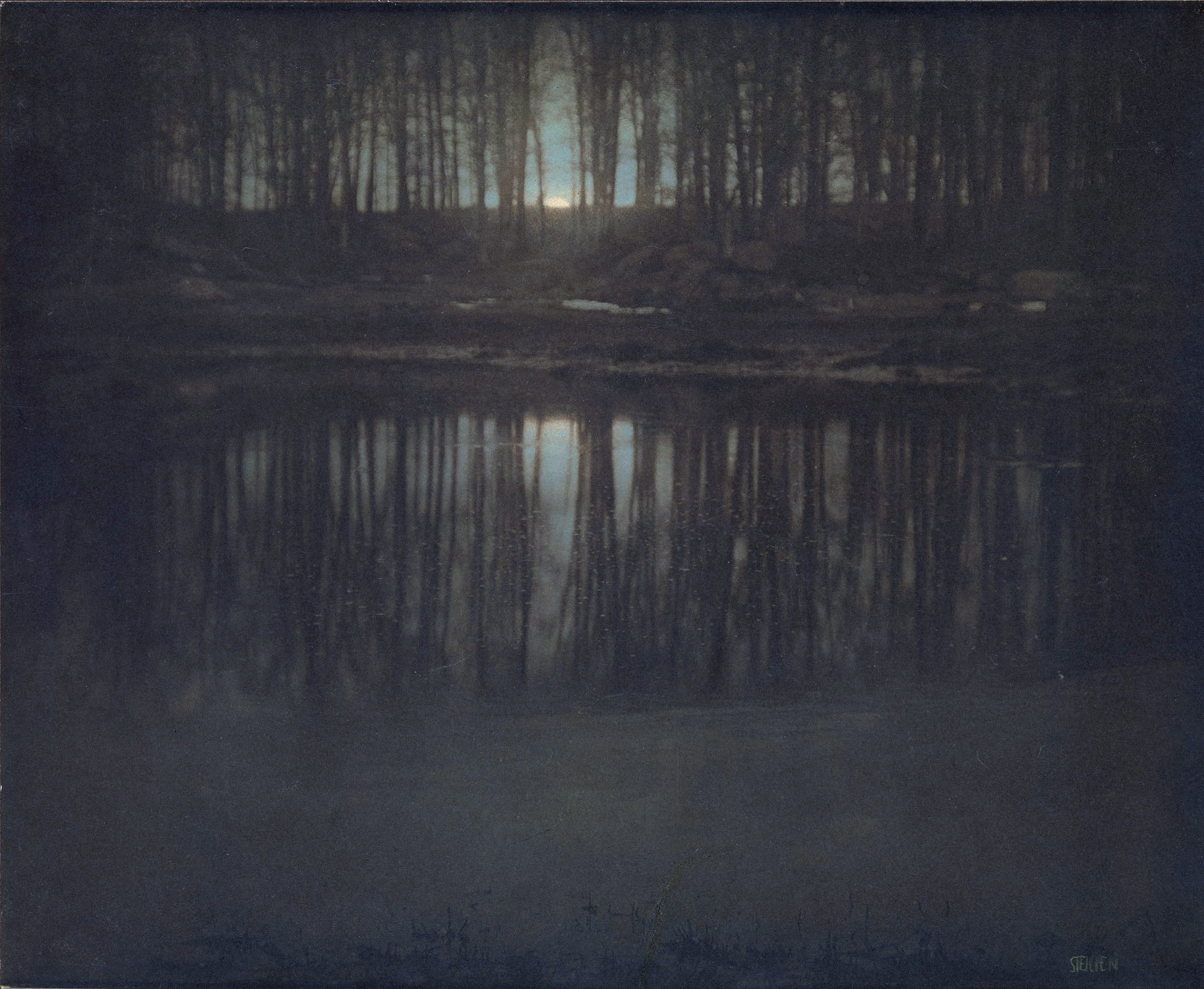
The Pond-Moonlight

Nel febbraio del 2006, è stata battuta all'asta una copia della prima fotografia pittorialista di Steichen, The Pond-Moonlight (1904). L'asta ha raggiunto un prezzo record - tra i più alti mai pagati per una foto - di circa 2.9 milioni di dollari, cifra superata solo nel 2011 dalla fotografia Rhein II di Andreas Gursky.
La fotografia fu scattata a Mamaroneck (contea di Westchester, New York) nei pressi dell'abitazione di un amico, il critico d'arte Charles Caffin. Il soggetto della foto è una radura boscosa con un laghetto; il chiaro di luna che appare tra gli alberi illumina la scena riflessa sulla superficie del lago.
The Pond-Moonlight è un raro esempio di fotografia a colori realizzata tramite l'applicazione manuale su carta di alcuni strati di gomma fotosensibile. La tecnica, sperimentale, precede di qualche anno l'autocromia, il primo procedimento per la realizzazione di foto a colori, che fu reso disponibile nel 1907. Ad oggi rimangono solo tre copie di questa fotografia - incluso l'esemplare battuto all'asta - ciascuna delle quali costituisce un esemplare unico a causa della stesura manuale delle gomme; una caratteristica che ne ha giustificato, in parte, l'elevato prezzo di vendita.